# Sukhothai FC
Der Sukhothai Football Club (Thai: สโมสรฟุตบอลจังหวัดสุโขทัย) ist ein professioneller thailändischer Fußballverein aus Sukhothai (Provinz Sukhothai). Der Verein spielt aktuell in der höchsten thailändischen Fußballliga, der Thai League.

## Vereinsgeschichte
Sukhothai FC wurde 2009 gegründet und man trat in der Division 2 North an. Die erste Saison beendeten sie mit einem siebten Platz. Nach sechs Jahren in der Division 2 stieg man 2015 in die Division 1, der zweiten Liga Thailands, auf. Nach nur einem Jahr in der zweiten Liga stieg man in die Thai Premier League auf. Seit 2016 spielt Sukhothai FC in der höchsten thailändischen Fußballliga, der Thai League. Im ersten Jahr seiner Zugehörigkeit im Oberhaus schaffte man einen siebten Tabellenplatz. Als Finalist des FA Cup 2016 qualifizierte sich Sukhothai für die AFC Champions League 2017. Nach fünf Spielzeiten stieg man 2021 in die zweite Liga ab.

## Vereinserfolge
- Regional League Division 2 – North: 2014  ▲

- Thai Premier League Division 1: 2015 (3. Platz)  ▲

- Thai League 2: 2021/22 (Vizemeister)  ▲

- FA Cup: 2016

## Stadion

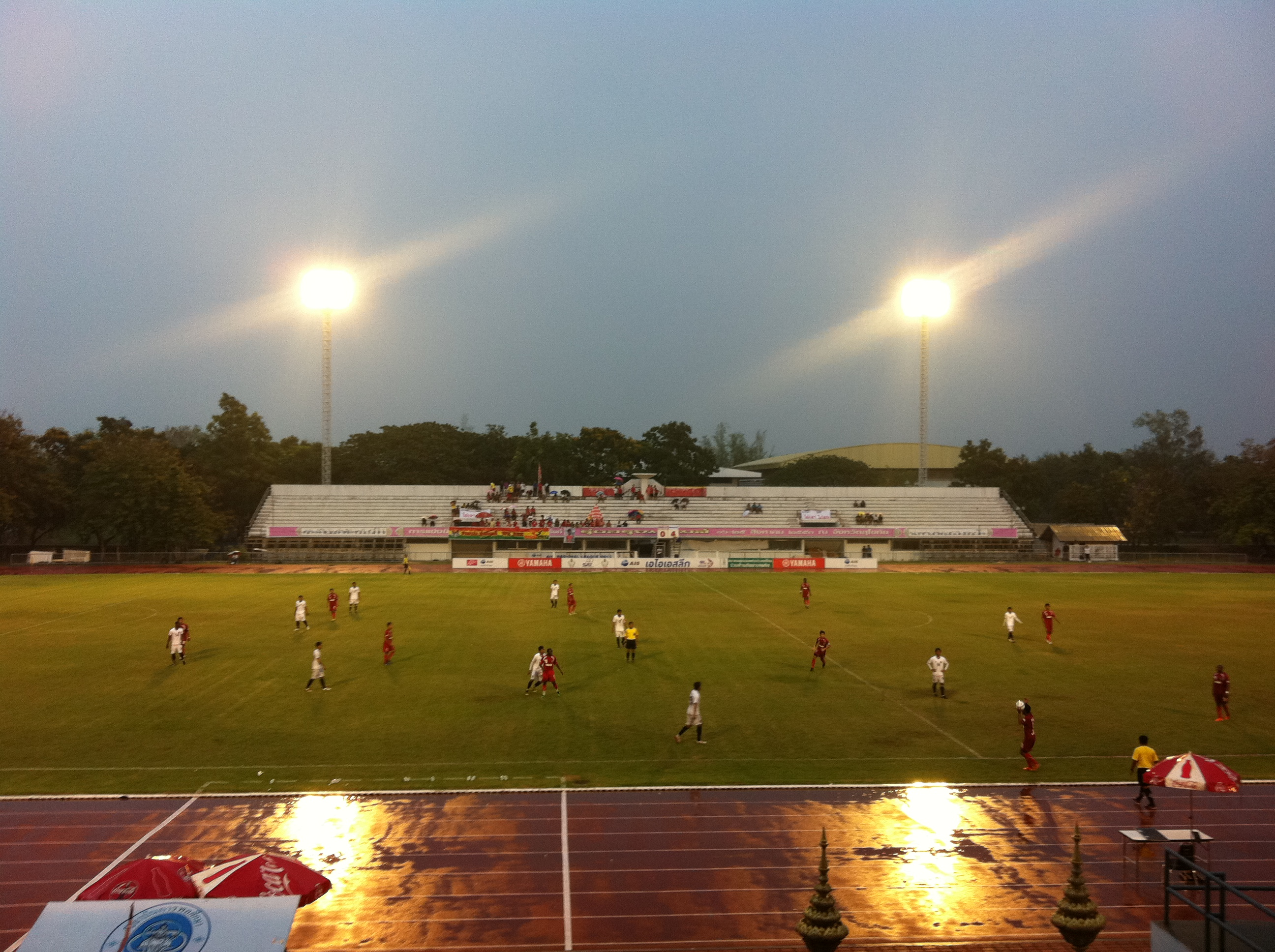
Sukhothai Institute of Physical Education Stadium

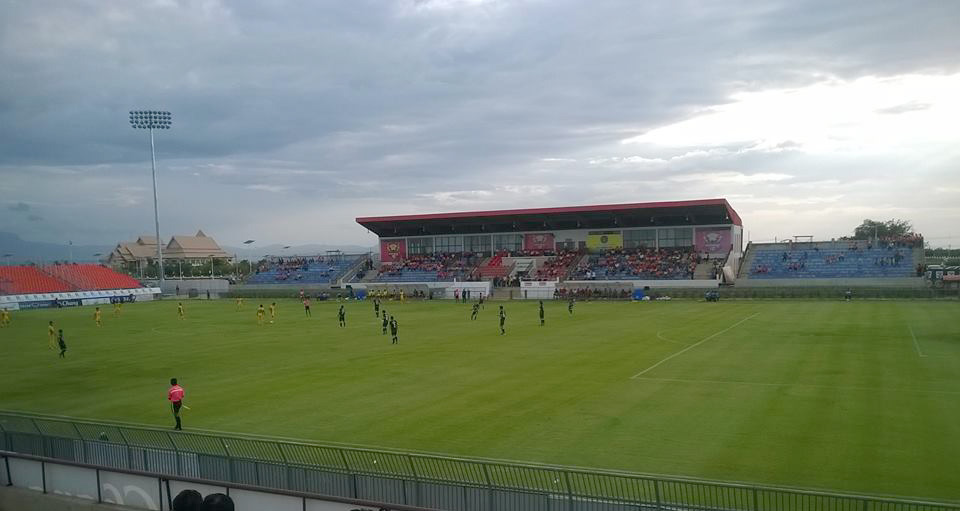
Thung Thalay Luang Stadium

Seine Heimspiele trägt der Sukhothai FC im Thung Thalay Luang Stadium (thailändisch สนามฟุตบอลทะเลหลวง) aus. Das Stadion befindet sich in Ban Kluai in der Provinz Sukhothai. Das Stadion hat Platz für 8000 Besucher und ist als Austragungsort für AFC-Champions-League-Spiele zugelassen. Eigentümer des Stadions ist die Sukhothai Provincial Administration Organization.

### Spielstätten
| Saison       | Stadion                                           | Standort                                | Kapazität | Eigentümer                                       | Koordinaten                      |
| ------------ | ------------------------------------------------- | --------------------------------------- | --------- | ------------------------------------------------ | -------------------------------- |
| 2009 – 2013  | Sukhothai Institute of Physical Education Stadium | Sukhothai, Provinz Sukhothai            | 4500      | Institute of Physical Education, Sukhothai       | 16° 58′ 30,5″ N, 99° 47′ 22,3″ O |
| 2014 – heute | Thung Thalay Luang Stadium                        | Ban Kluai, Sukhothai, Provinz Sukhothai | 9500      | Sukhothai Provincial Administration Organization | 17° 3′ 42,4″ N, 99° 47′ 37,3″ O  |

## Aktueller Kader
Stand: 1. Februar 2025
| Nr. |            | Position | Name                 |
| --- | ---------- | -------- | -------------------- |
| 1   | Thailand   | TW       | Itthipon Kamsuprom   |
| 2   | Thailand   | AB       | Surawich Logarwit    |
| 3   | Thailand   | AB       | Pattarapon Suksakit  |
| 4   | Thailand   | AB       | Adisak Seebunmee     |
| 5   | Japan      | AB       | Hikaru Matsui        |
| 6   | Thailand   | AB       | Jakkit Wachpirom     |
| 7   | Thailand   | MF       | Lursan Thiamrat      |
| 8   | Thailand   | MF       | Ratchanat Aranpiroj  |
| 10  | Madagaskar | ST       | Jhon Baggio          |
| 11  | Brasilien  | ST       | Matheus Fornazari    |
| 13  | Thailand   | AB       | Abdulhafiz Bueraheng |
| 14  | Japan      | MF       | Eito Ishimoto        |
| 15  | Thailand   | AB       | Saringkan Promsupa   |
| 16  | Thailand   | AB       | Pharadon Phatthaphon |

| Nr. |           | Position | Name                    |
| --- | --------- | -------- | ----------------------- |
| 17  | Thailand  | AB       | Tassanapong Muaddarak   |
| 18  | Thailand  | TW       | Supazin Hnupichai       |
| 19  | Thailand  | MF       | Anuchit Ngrnbukkol      |
| 21  | Thailand  | MF       | Apichart Denman         |
| 22  | Thailand  | AB       | Sarawut Kanlayanabandit |
| 23  | Thailand  | MF       | Chitpanya Tisud         |
| 30  | Thailand  | MF       | Kirati Kaewnongdang     |
| 35  | Thailand  | ST       | Siroch Chatthong        |
| 39  | Thailand  | MF       | Narongrit Kamnet        |
| 45  | Thailand  | MF       | Athirat Jantrapho       |
| 80  | Thailand  | MF       | Thammayut Rakbun        |
| 91  | Thailand  | ST       | Thitiwat Phranmaen      |
| 93  | Brasilien | AB       | Cláudio                 |
| 99  | Thailand  | TW       | Kittipun Saensuk        |

## Trainer
| Name                      | Zeit bei Sukhothai FC | Zeit bei Sukhothai FC |
| Name                      | von                   | bis                   |
| ------------------------- | --------------------- | --------------------- |
| Chusak Sribhum            | 2009                  | 2014                  |
| Somchai Makmool           | 2015                  |                       |
| Somchai Chuayboonchum     | 3. Januar 2016        | 26. September 2016    |
| Somchai Makmool           | 27. September 2016    | 10. März 2017         |
| Songdech Samerkam         | 10. März 2017         | 12. März 2017         |
| Pairoj Borwonwatanadilok  | 13. März 2017         | 21. Mai 2018          |
| Yannawit Khantharat       | 21. Mai 2018          | 2. Juli 2018          |
| Chalermwoot Sa-ngapol     | 2. Juli 2018          | 30. November 2018     |
| Ljubomir Ristovski        | 1. November 2018      | 1. August 2019        |
| Pairoj Borwonwatanadilok  | 1. August 2019        | 27. Oktober 2019      |
| Surapong Kongthep         | 19. November 2019     | 23. April 2021        |
| Dennis Amato              | 24. April 2021        | 15. April 2023        |
| Laksana Kamruen (Interim) | 16. April 2023        | 21. Mai 2023          |
| Chusak Sribhum            | 22. Juli 2023         | 3. Oktober 2023       |
| Laksana Kamruen (Interim) | 4. Oktober 2023       | 24. November 2023     |
| Sugao Kambe               | 25. November 2023     | 31. Mai 2024          |
| Aktaporn Chalitaporn      | 2. Juni 2024          |                       |

## Beste Torschützen seit 2015
| Saison  | Name              | Tore |
| ------- | ----------------- | ---- |
| 2015    | Felipe Ferreira   | 25   |
| 2016    | Renan Marques     | 15   |
| 2017    | Jhon Baggio       | 9    |
| 2018    | Nelson Bonilla    | 25   |
| 2019    | Jhon Baggio       | 10   |
| 2020/21 | Jhon Baggio       | 16   |
| 2021/22 | Osman Sow         | 16   |
| 2022/23 | Osman Sow         | 7    |
| 2023/24 | Nelson Bonilla    | 8    |
| 2024/25 | Matheus Fornazari | 13   |
| 2025/26 |                   |      |

## Sukhothai FC B

### Saisonplatzierung
| Saison | Liga                  | Liga   | Liga | Liga | Liga | Liga  | Liga   | Liga     | Liga |
| Saison | Liga                  | Spiele | S    | U    | N    | Tore  | Punkte | Position |      |
| ------ | --------------------- | ------ | ---- | ---- | ---- | ----- | ------ | -------- | ---- |
| 2018   | Thai League 4 - North | 18     | 2    | 3    | 13   | 17:45 | 9      | 7.       |      |
| 2019   | Thai League 4 - North | 27     | 3    | 3    | 21   | 24:83 | 12     | 9.       |      |
| 2020   | Keine Teilnahme       |        |      |      |      |       |        |          |      |

### Beste Torschützen seit 2018
| Saison | Name              | Tore |
| ------ | ----------------- | ---- |
| 2018   | Archawin Sungnoen | 11   |
| 2019   | Watcharin Yailoet | 5    |

## Saisonplatzierung
| Saison  | Liga                               | Liga  | Liga   | Liga | Liga | Liga | Liga  | Liga   | Liga     | Pokal         | Pokal          | Pokal         |
| Saison  | Liga                               | Level | Spiele | S    | U    | N    | Tore  | Punkte | Position | FA Cup        | League Cup     | Champions Cup |
| ------- | ---------------------------------- | ----- | ------ | ---- | ---- | ---- | ----- | ------ | -------- | ------------- | -------------- | ------------- |
| 2009    | Regional League Division 2 – North | 3     | 20     | 6    | 6    | 8    | 29:29 | 24     | 7.       |               |                |               |
| 2010    | Regional League Division 2 – North | 3     | 30     | 12   | 6    | 12   | 44:51 | 42     | 9.       |               | 1. Runde       |               |
| 2011    | Regional League Division 2 – North | 3     | 30     | 6    | 8    | 16   | 23:41 | 26     | 14.      |               |                |               |
| 2012    | Regional League Division 2 – North | 3     | 30     | 9    | 10   | 15   | 23:37 | 37     | 14.      |               |                |               |
| 2013    | Regional League Division 2 – North | 3     | 30     | 18   | 6    | 6    | 50:28 | 60     | 3.       |               |                |               |
| 2014    | Regional League Division 2 – North | 3     | 26     | 19   | 4    | 3    | 69:19 | 61     | 1. ▲     |               |                |               |
| 2015    | Thai Premier League Division 1     | 2     | 38     | 17   | 11   | 10   | 71:52 | 62     | 3. ▲     | 2. Runde      | 1. Runde       |               |
| 2016    | Thai Premier League                | 1     | 31     | 13   | 6    | 12   | 50:44 | 45     | 7.       | Sieger        | Achtelfinale   |               |
| 2017    | Thai League                        | 1     | 34     | 8    | 12   | 14   | 54:66 | 36     | 15.      | 2. Runde      | Viertelfinale  | Verlierer     |
| 2018    | Thai League                        | 1     | 34     | 12   | 7    | 15   | 53:63 | 43     | 11.      | 2. Runde      | 1. Runde       |               |
| 2019    | Thai League                        | 1     | 30     | 6    | 16   | 8    | 37:37 | 34     | 12.      | 2. Runde      | Achtelfinale   |               |
| 2020/21 | Thai League                        | 1     | 30     | 8    | 4    | 18   | 40:57 | 28     | 14. ▼    | 2. Runde      | [ A 1 ]        |               |
| 2021/22 | Thai League 2                      | 2     | 34     | 22   | 7    | 5    | 78:44 | 73     | 2. ▲     | 1. Runde      | Play-off-Runde |               |
| 2022/23 | Thai League                        | 1     | 30     | 8    | 10   | 12   | 27:43 | 34     | 12.      | 2. Runde      | 1. Runde       |               |
| 2023/24 | Thai League                        | 1     | 30     | 9    | 5    | 16   | 34:60 | 32     | 13.      | Viertelfinale | Achtelfinale   |               |
| 2024/25 | Thai League                        | 1     | 30     | 9    | 9    | 12   | 47:54 | 36     | 10.      | Viertelfinale | 1. Runde       |               |
| 2025/26 | Thai League                        | 1     | 30     |      |      |      |       |        |          |               |                |               |

1. ↑  Aufgrund der COVID-19-Pandemie wurde der Wettbewerb nach der ersten Qualifikationsrunde abgebrochen.

## Statistik in den AFC-Wettbewerben
| Saison | Pokal                | Runde                      | Gegner        | Ergebnis |
| ------ | -------------------- | -------------------------- | ------------- | -------- |
| 2017   | AFC Champions League | Zweite Qualifikationsrunde | Yadanarbon FC | 5:0      |
| 2017   | AFC Champions League | Play-off-Runde             | Shanghai SIPG | 0:3      |

## Sponsoren
| Jahr    | Ausrüster  | Trikotsponsor   | Andere Trikotsponsoren |
| ------- | ---------- | --------------- | ---------------------- |
| 2015    | Mawin      | Bangkok Airways |                        |
| 2016    | Mawin      | Chang           |                        |
| 2017    | Eigenmarke | Chang           |                        |
| 2018    | Mawin      | Chang           |                        |
| 2019    | Mawin      | Chang           | Carabao, CP            |
| 2020/21 | Mawin      | Chang           | Carabao, CP            |
| 2021/22 | Mawin      | Chang           | Carabao, CP            |

## Zuschauerzahlen seit 2015
| Saison  | Liga                           | Level | Gesamt- zuschauerzahl | Höchste Zuschauerzahl | Niedrigste Zuschauerzahl | Durchschnittliche Zuschauerzahl |
| ------- | ------------------------------ | ----- | --------------------- | --------------------- | ------------------------ | ------------------------------- |
| 2015    | Thai Premier League Division 1 | 2     | 70.400                | 7.657                 | 1.674                    | 3.911                           |
| 2016    | Thai Premier League            | 1     | 91.232                | 7.950                 | 4.012                    | 5.702                           |
| 2017    | Thai League                    | 1     | 73.007                | 7.780                 | 2.481                    | 4.294                           |
| 2018    | Thai League                    | 1     | 78.302                | 7.803                 | 2.423                    | 4.606                           |
| 2019    | Thai League                    | 1     | 56.464                | 7.995                 | 2.266                    | 3.764                           |
| 2020/21 | Thai League                    | 1     | 28.989                | 4.398                 | 0                        | 2.635                           |
| 2021/22 | Thai League 2                  | 2     | 15.288                | 1.815                 | 204                      | 899                             |
| 2022/23 | Thai League                    | 1     | 52.594                | 7.998                 | 1.680                    | 3.506                           |
| 2023/24 | Thai League                    | 1     | 32.816                | 7.673                 | 1.137                    | 2.188                           |
| 2024/25 | Thai League                    | 1     | 35.583                | 6.095                 | 1.507                    | 2.372                           |
| 2025/26 | Thai League                    | 1     |                       |                       |                          |                                 |